# Bézouotte
Bézouotte é uma comuna francesa na região administrativa da Borgonha-Franco-Condado, no departamento de Côte-d'Or. Estende-se por uma área de 1,1 km². Em 2010 a comuna tinha 202 habitantes (densidade: 183,6 hab./km²).